# 薛伾
薛 伾（せつ ひ、生年不詳 - 813年）は、唐代の官僚。

## 経歴
勝州刺史の薛渙の子として生まれた。郭子儀に召し出されてその部下となり、諸将の間で名を知られた。建中4年（783年）、尚書左僕射の李揆が吐蕃への使節となると、薛伾はこれに従った。ときに朱泚の乱が起こり、吐蕃の軍が唐の援軍としてやってくると、薛伾は馬に乗って道案内をつとめ、武功県まで導いた。抜擢されて左威衛将軍に任じられた。吐蕃への使節をつとめること前後四度、官歴を重ねて左金吾衛大将軍・検校工部尚書・兼将作監となった。元和8年（813年）4月、鄜坊観察使となった。7月丁丑、在官のまま死去した。潞州大都督の位を追贈された。

## 伝記資料
- 『旧唐書』巻146 列伝第96